# (55555) DNA
(55555) DNA (2001 YR2) – planetoida z grupy pasa głównego asteroid okrążająca Słońce w ciągu 4,11 lat w średniej odległości 2,56 j.a. Odkryta 19 grudnia 2001 roku.